# Max Maurer
Max Maurer (* 23. März 1891 in Regenstauf; † 1972 in Ergoldsbach) war ein deutscher Polizist. Er wirkte als Judenretter und wurde als Gerechter unter den Völkern ausgezeichnet.

## Leben
Max Maurer war Dorfpolizist in Ergoldsbach. Am 28. April 1945 rettete er zusammen mit seinem Kollegen Josef Kimmerling und der Bäuerin Anna Gnadl dreizehn Juden vor dem Tod und versteckte sie vor der Schutzstaffel (SS) auf dem Anwesen von Anna Gnadl.
John Weiner, ein in den 1950er Jahren nach Australien emigrierter Ungar (verstorben im November 2006), hatte seine Mutter im KZ Auschwitz, seinen Vater im KZ Buchenwald verloren. Er selbst überlebte auf dem Marsch von Buchenwald zum KZ Dachau und versteckte sich mit zwölf anderen Häftlingen in Ergoldsbach. Die SS fand alle dreizehn und übergab sie an den Dorfpolizisten Maurer zur Erschießung. Dieser  versteckte sie vor der SS auf dem Anwesen von Anna Gnadl. Die am nächsten Tag eintreffenden Amerikaner übernahmen von dort an die Obhut der dreizehn Überlebenden. 
John Weiner hat eine Initiative gegründet, die Hauptschule Ergoldsbach in Max-Maurer-Schule umzubenennen; der Elternbeirat hat jedoch der Initiative nicht stattgegeben. In Regenstauf wurde 2013 die Max-Maurer-Straße eingeweiht. 
Weiner veranlasste 1992, dass Maurer 1997 in Yad Vashem als Gerechter unter den Völkern geehrt wurde.

## Ausstellung und Dokumentation
- „Das hätte doch jeder getan“: die Rettung der 13 Juden von Ergoldsbach ; Markt Ergoldsbach im April 2005 zur Ehrung von Anna Gnadl und Max Maurer. Ausstellung und Dokumentation; [Ausstellungsprojekt der Weiße Rose Stiftung und des Geschichtsarbeitskreises Ergoldsbach in Zusammenarbeit mit der Bayerischen Landeszentrale für Politische Bildungsarbeit und der Gemeinde Ergoldsbach 2005/2006].